# Нітокріс Вавилонська

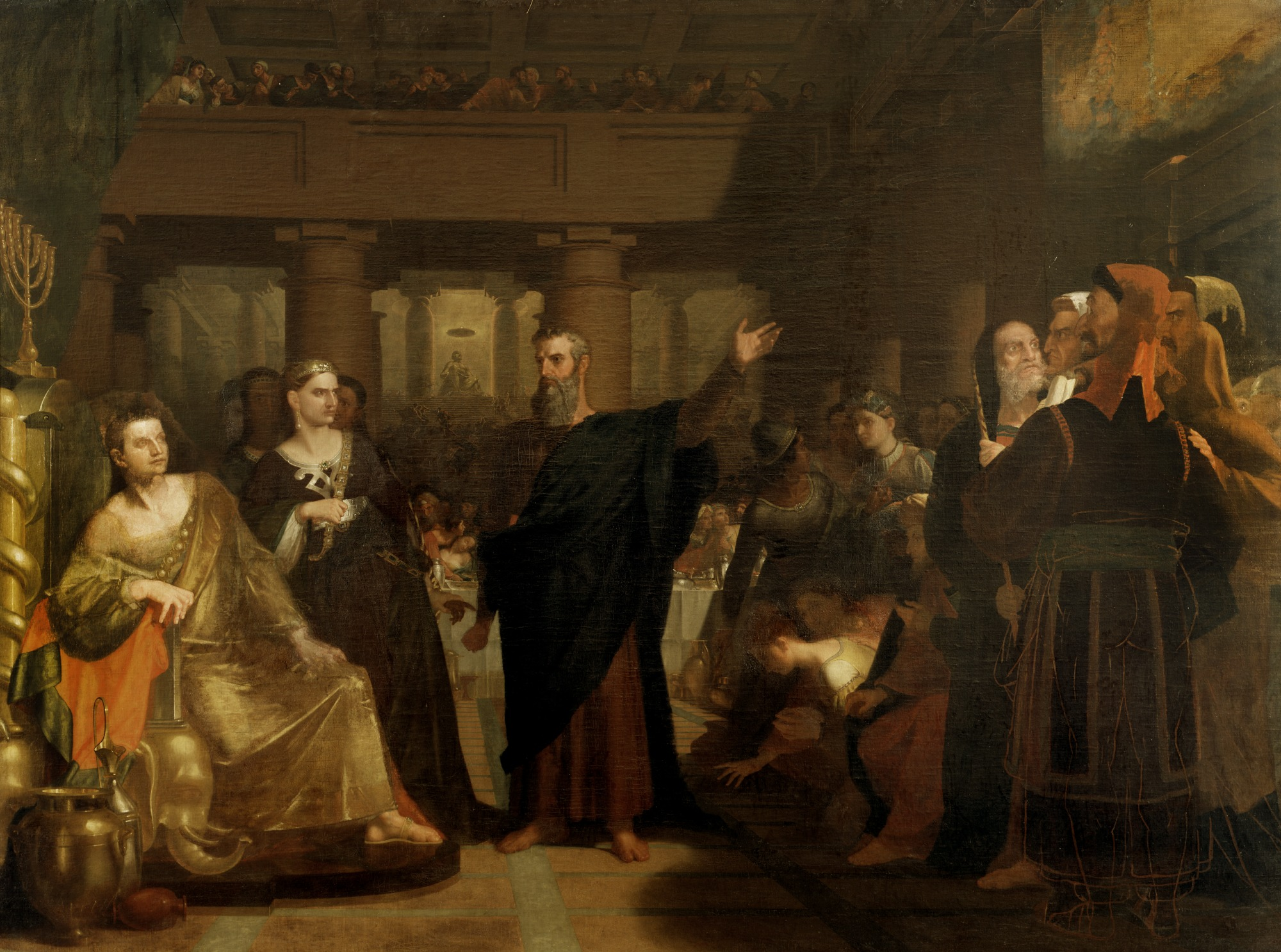
Бенкет Валтасара, художник Вашингтон Оллстон, 1817. Цариця в цій історії, зображена між Даниїлом і Валтасаром, ідентифікується як Нітокріс.

Нітокріс Вавилонська (бл. 550 до н. е.) — маловідома цариця-регент Вавилона, описана Геродотом у його праці Історії. Згідно з Геродотом, серед правителів Вавилону було дві жінки: Семіраміда та Нітокріс. Нітокріс приписуються різні будівельні проекти у Вавилоні. Вона також відома тим, що обманула Дарія I, розмістивши свою гробницю над брамою так, щоб жоден перс не міг пройти під нею. За легендою, Дарій був зваблений загадковим написом, який був пасткою для жадібних царів.
Згідно з Геродотом, Нітокріс була дружиною Набоніда (Гр. Лабінет), проти сина якого Кір Великий здійснив військову експедицію. Дугерті та Больєв визначають цього сина як Валтасара.
Існує припущення, що Нітокріс могла бути царицею в історії про Бенкет Валтасара, і її ідентифікують як таку в ораторії Генделя Валтасар.

## Ідентифікація Нітокріс
Пропонувалися різні гіпотези щодо ототожнення Нітокріс з іншими відомими історичними особами:
- Накія, дружина Сін-аххе-еріба, відома своїми будівельними проектами
- Адад-хаппа, мати Набоніда
- Невідома дружина або дочка Навуходоносора II. Ця версія є найпоширенішою.[9]

Існує припущення, що Набонід одружився з дочкою Навуходоносора II, і цей шлюб міг бути укладений за впливом його матері. Такий зв'язок міг би пояснити сходження Набоніда на трон, а також те, що Валтасар у деяких історичних традиціях, таких як Книга Даниїла в єврейській Біблії, описується як нащадок Навуходоносора II. Вільям Шіа припускав, що Нітокріс могла бути дружиною Набоніда та матір'ю Валтасара.